# Eagle (Wisconsin)
Eagle es una villa ubicada en el condado de Waukesha en el estado estadounidense de Wisconsin. En el Censo de 2010 tenía una población de 1950 habitantes y una densidad poblacional de 566,09 personas por km².

## Geografía
Eagle se encuentra ubicada en las coordenadas 42°52′49″N 88°28′7″O / 42.88028, -88.46861. Según la Oficina del Censo de los Estados Unidos, Eagle tiene una superficie total de 3.44 km², de la cual 3.44 km² corresponden a tierra firme y (0.08%) 0 km² es agua.

## Demografía
Según el censo de 2010, había 1950 personas residiendo en Eagle. La densidad de población era de 566,09 hab./km². De los 1950 habitantes, Eagle estaba compuesto por el 98.31% blancos, el 0.1% eran afroamericanos, el 0.1% eran amerindios, el 0.36% eran asiáticos, el 0% eran isleños del Pacífico, el 0.97% eran de otras razas y el 0.15% pertenecían a dos o más razas. Del total de la población el 2.1% eran hispanos o latinos de cualquier raza.